# Zygmunt Kamiński
Zygmunt Kamiński (Bełżyce, 20 febbraio 1933 – Stettino, 1º maggio 2010) è stato un arcivescovo cattolico polacco.

## Biografia
Fu ordinato sacerdote il 22 dicembre 1956 per imposizione delle mani dal vescovo Piotr Kałwa.
Il 28 ottobre 1975 fu nominato vescovo ausiliare dell'arcidiocesi di Lublino e vescovo titolare di Midica. Fu consacrato il successivo 30 novembre dal vescovo Bolesław Pylak.
Il 10 gennaio 1984 fu nominato vescovo coadiutore di Płock, diventando vescovo della stessa diocesi nel 4 febbraio 1988, dopo la morte del vescovo precedente, Bogdan Sikorski.
Il 1º maggio 1999 papa Giovanni Paolo II lo nominò arcivescovo metropolita di Stettino-Kamień; si congedò dalla diocesi di Płock il successivo 3 maggio. Si ritirò dall'incarico di arcivescovo metropolita di Stettino-Kamień il 21 febbraio 2009, per raggiunti limiti di età.
Morì il 1º maggio 2010 a Stettino, a causa di una grave malattia.

## Genealogia episcopale
La genealogia episcopale è:
- Cardinale Scipione Rebiba
- Cardinale Giulio Antonio Santori
- Cardinale Girolamo Bernerio, O.P.
- Vescovo Claudio Rangoni
- Arcivescovo Wawrzyniec Gembicki
- Arcivescovo Jan Wężyk
- Vescovo Piotr Gembicki
- Vescovo Jan Gembicki
- Vescovo Bonawentura Madaliński
- Vescovo Jan Małachowski
- Arcivescovo Stanisław Szembek
- Vescovo Felicjan Konstanty Szaniawski
- Vescovo Andrzej Stanisław Załuski
- Arcivescovo Adam Ignacy Komorowski
- Arcivescovo Władysław Aleksander Łubieński
- Vescovo Andrzej Mikołaj Stanisław Kostka Młodziejowski
- Arcivescovo Kasper Kazimierz Cieciszowski
- Vescovo Franciszek Borgiasz Mackiewicz
- Vescovo Michał Piwnicki
- Arcivescovo Ignacy Ludwik Pawłowski
- Arcivescovo Kazimierz Roch Dmochowski
- Arcivescovo Wacław Żyliński
- Vescovo Aleksander Kazimierz Bereśniewicz
- Arcivescovo Szymon Marcin Kozłowski
- Vescovo Mečislovas Leonardas Paliulionis
- Arcivescovo Bolesław Hieronim Kłopotowski
- Arcivescovo Jerzy Józef Elizeusz Szembek
- Vescovo Stanisław Kazimierz Zdzitowiecki
- Cardinale Aleksander Kakowski
- Cardinale August Hlond, S.D.B.
- Cardinale Stefan Wyszyński
- Vescovo Piotr Kałwa
- Arcivescovo Bolesław Pylak
- Arcivescovo Zygmunt Kamiński